# 부시마스터

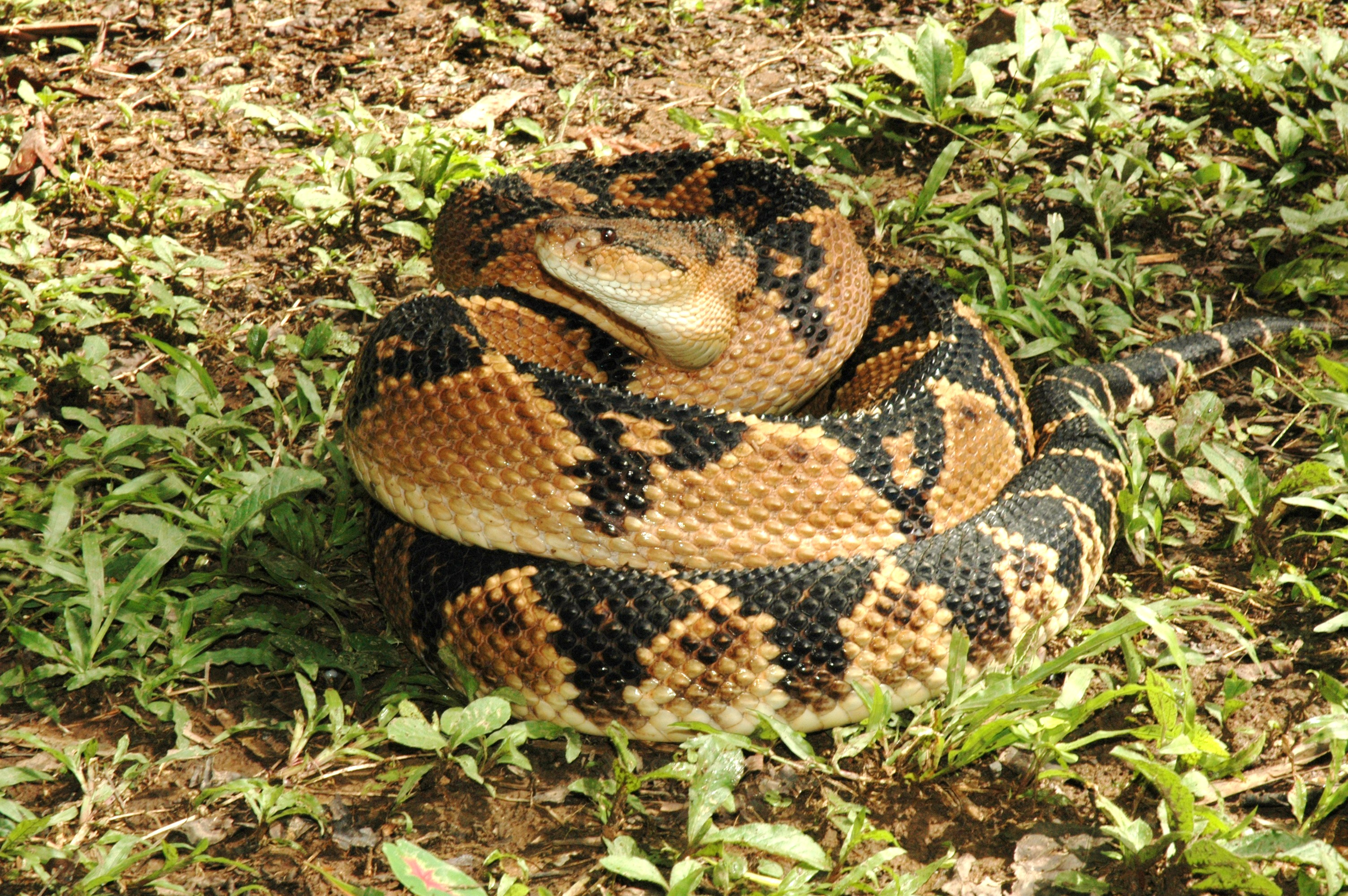

부시마스터(Lachesis muta, Southern American bushmaster, Atlantic bushmaster)는 남아메리카 및 카리브해 트리니다드섬에서 볼 수 있는 독사 살무사아과의 하나이다. 무타독사라고도 부른다. 현재 2개의 아종이 인식되고 있다.

## 아종
| 아종                    | 저자                 | 공통명                     |
| ----------------------- | -------------------- | -------------------------- |
| Lachesis muta muta      | (Linnaeus, 1766)     | South American bushmaster  |
| Lachesis muta rhombeata | (Wied-Neuwied, 1824) | Atlantic Forest bushmaster |

## 설명
성체는 평균 2~2.5미터까지 성장하지만 3m에 이르는 일 또한 낯설지 않다. 기록된 가장 큰 종은 3.65미터에 이르며 이는 서반구에서 가장 긴 독사이자 모든 살무사과 중 가장 큰 것이다. 부시마스터는 세계에서 3번째로 큰 독사이며 길이 면에서 그 위로는 킹코브라와 검은맘바가 있다. 이 종의 몸무게는 평균 3~5kg에 이른다.
머리는 넓고 목은 좁은 편이다.

## 먹이
부시마스터의 주 먹이는 쥐이다.